# 마쓰다이라 미쓰나가 (1643년)
마쓰다이라 미쓰나가(일본어: 松平光永)는 에도 시대 전기의 다이묘로서 미노 가노번 제2대 번주이다. 도다 마쓰다이라 가(戸田松平家) 제4대 당주. 관위는 나가토노카미, 단바노카미, 종오위하.
초대 번주 마쓰다이라 미쓰시게(松平光重)와 미쓰시게의 측실 구리야마 씨(栗山氏)의 장남으로 태어났다.
정실은 가타노하라 마쓰다이라 가 제8대 당주 마쓰다이라 스케노부의 딸이며 자식은 장남 미쓰히로(光煕), 삼남 도다 미쓰노리(戸田光規), 그리고 딸은 호리 나오토시(堀直利)의 정실 등이 있다.
| 전임 마쓰다이라 미쓰시게 | 제2대 가노번 번주 (도다 마쓰다이라가) 1668년 ~ 1705년 | 후임 마쓰다이라 미쓰히로 |